# Tour de Suisse 2005
Die 69. Tour de Suisse fand vom 11. bis 19. Juni 2005 statt. Sie wurde in neun Etappen über eine Distanz von 1355 Kilometern ausgetragen.
Gesamtsieger wurde Aitor González. Dieser lag vor Beginn der letzten Etappe noch auf dem vierten Platz mit einem Rückstand von 36 Sekunden auf Michael Rogers. Auf dem Anstieg zur letzten Passhöhe, dem Furkapass, konnte der Spanier den Australier jedoch abhängen und gewann die Gesamtwertung mit einem Vorsprung von lediglich 22 Sekunden.
Die dritte Etappe führte in den österreichischen Touristenort St. Anton am Arlberg. Die Tatsache, dass der Tourismusverband des Landes Tirol einer der Hauptsponsoren war, sorgte für einigen Wirbel. So war in den typisch schweizerischen Wintersportorten Arosa, Lenk und Verbier die Werbung für Urlaub in Tirol allgegenwärtig.

## Etappen
| Etappe    | Tag      | Start – Ziel                  | km       | Etappensieger    | Gesamtwertung  |
| --------- | -------- | ----------------------------- | -------- | ---------------- | -------------- |
| 1. Etappe | 11. Juni | Schaffhausen – Weinfelden     | 169,9    | Bernhard Eisel   | Bernhard Eisel |
| 2. Etappe | 12. Juni | Weinfelden – Weinfelden       | 36 (EZF) | Jan Ullrich      | Jan Ullrich    |
| 3. Etappe | 13. Juni | Abtwil – St. Anton am Arlberg | 154,2    | Bradley McGee    | Jan Ullrich    |
| 4. Etappe | 14. Juni | Vaduz – Zurzach               | 208,2    | Robbie McEwen    | Jan Ullrich    |
| 5. Etappe | 15. Juni | Zurzach – Altdorf             | 172,4    | Michael Albasini | Jan Ullrich    |
| 6. Etappe | 16. Juni | Bürglen – Arosa               | 158,7    | Chris Horner     | Michael Rogers |
| 7. Etappe | 17. Juni | Einsiedeln – Lenk             | 192,8    | Linus Gerdemann  | Michael Rogers |
| 8. Etappe | 18. Juni | Lenk – Verbier                | 162,2    | Pablo Lastras    | Michael Rogers |
| 9. Etappe | 19. Juni | Ulrichen – Ulrichen           | 100,4    | Aitor González   | Aitor González |